# Junket Whore
Pour plus de détails, voir Fiche technique et Distribution.
Junket Whore est un film documentaire de Debbie Melnyk sorti en 1998 qui explore les relations entre Hollywood et les médias.

## Distribution
Beaucoup de stars apparaissant dans ce film, notamment :
- Sylvester Stallone
- Martin Short
- Alicia Silverstone
- Charlie Sheen
- Hugh Grant
- Ed Harris
- Gérard Depardieu
- Jack Nicholson
- Brooke Shields
- Matthew McConaughey
- Ashley Judd
- Sharon Stone
- John Travolta
- Kelly Preston
- Emma Thompson
- Arnold Schwarzenegger
- Tom Cruise
- Nicolas Cage
- Clint Eastwood
- Jim Carrey
- Robert De Niro
- Whoopi Goldberg
- Robin Williams
- Richard Gere
- Antonio Banderas
- Pauly Shore
- Sean Connery
- Julianne Moore
- Madonna
- Anthony Hopkins